# Nicholas Merbury
Nicholas Merbury, ingeniero militar inglés. Fue Jefe de Suministros y Gran Maestre del Cuerpo de Ordenanzas del ejército inglés en la Batalla de Agincourt, en la cual se destacó bajo el comando del rey Enrique V de Inglaterra.

## Su carrera militar
De origen plebeyo, Merbury desarrolló su carrera gracias a la invención y al avance del cañón. 
Al aparecer la artillería, el ejército inglés debió organizar la Oficina de Ordenanzas (más tarde Cuerpo de Ordenanzas), encargado de construir, cuidar y mantener la artillería de la corona, de preparar las municiones, el abastecimiento de pólvora, etc. El Cuerpo de Ordenanzas tenía su sede en la Torre de Gundulph en Londres, y asumió además las funciones de los modernos cuerpos de ingenieros militares (demoliciones, asaltos a fortificaciones, construcción de defensas, etc.). Este verdadero Cuerpo de Ingenieros y suministros fue puesto al cuidado de Nicholas Merbury en 1412 por Enrique IV de Inglaterra. Merbury se convirtió así en el primer comandante de ingenieros del ejército británico.

## La campaña de Francia
Cuando Enrique V decidió atacar a Francia en el interior del continente, intentando así dar fin a la Guerra de los Cien Años, cayeron bajo la responsabilidad de Merbury la fundición de numerosos cañones y la obtención de armas, suministros, sillas de montar y todos los materiales y suministros necesarios para el éxito de la campaña. 
El 12 de septiembre de 1414, una carta de Enrique V a Merbury, a quien llama magister operationorum, ingeniarum, gunnarum ac aliarum ordinationum ("jefe de operaciones, ingenieros y artilleros de las fuerzas aliadas", lo que da una idea de la importancia de su cargo), ordena que "sume a los materiales antiguos existentes otros nuevos" y que aumente el personal afectado a la Oficina de Ordenanzas de los 12 hombres que la componían a 340. Merbury cumplió la orden reemplazando los cañones y las máquinas de asedio antiguos por otros nuevos e inaugurando las fundiciones y las instalaciones metalúrgicas necesarias para la gran campaña que se avecinaba.

## La artillería en Harfleur
Si bien los ingleses ya habían combatido con artillería en Crécy (1346), una de las primeras veces en que se utilizaba artillería en un campo de batalla, las mejoras logradas por Merbury fueron tales que estuvo en condiciones de poner frente a las murallas de Harfleur 25 cañones de pólvora, que podían disparar contra las almenas de la fortaleza balas de piedra de 250 kg de peso. Comandaba cada cañón un jefe de pieza, asistido por un cargador y un ayudante, lo que totalizó 75 artilleros presentes en la campaña francesa de 1415, una cantidad completamente desusada para la época.
La abundancia y precisión de la artillería comandada por Merbury condujo a la rápida rendición de la ciudad de Harfleur, sumamente importante porque dominaba el estuario del Sena, y constituyó la llave que abrió las puertas de los éxitos ingleses en el resto de las operaciones en el norte de Francia.